# محمية متنزه كومست التاريخية الحكومية
محمية متنزّه كومست الحكومي هي متنزّه حكومي في لويد نيك، وهو شبه جزيرة يمتد إلى جزيرة لونج ساوند، في قرية ميناء لويد، نيويورك. يديره مكتب ولاية نيويورك للمتنزهات والترفيه والمحافظة التاريخية.

## نبذة
يغطي المنتزة البالغ 1,520 فدان (6.2 كيلو متر مربع) ملكية مارشال فيلد الثالث السابقة التي تم تطويرها في عشرينيات القرن الماضي، وأدرجت في السجل الوطني للأماكن التاريخية في عام 1979. تتم إدارة جزء كبير من المتنزّه اليوم كمحمية طبيعية، مع التركيز على حماية موائل الطيور عالية الجودة.

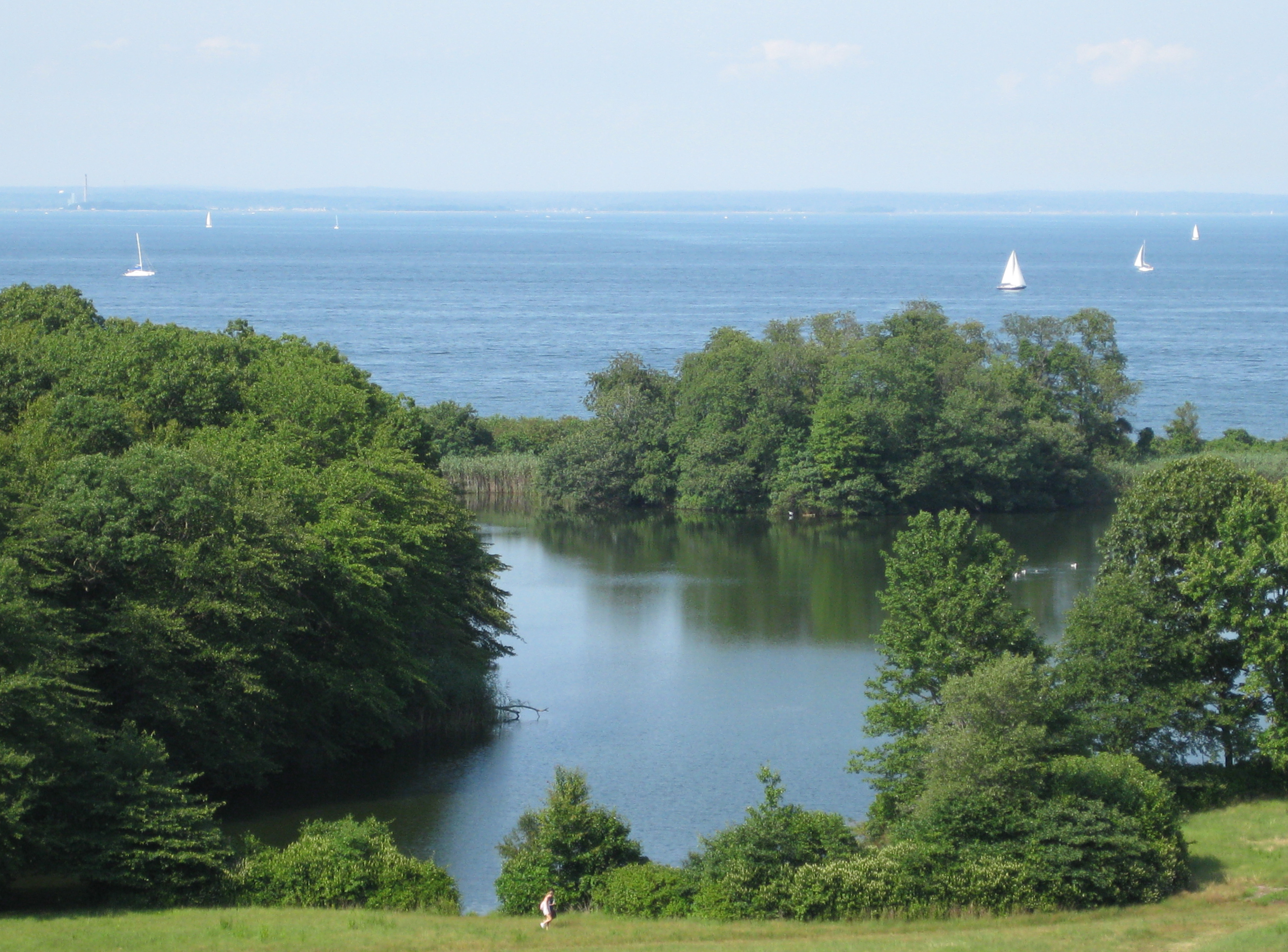
منظر لساوند لونغ آيلاند من الحديقة

اشترى مارشال فيلد الثالث العقار في عام 1921 وكان لديه منزل عقاري بني في عام 1925، وهو واحد من أكبر العقارات في قصور الساحل الذهبي. سُمي الحقل بملكية «كومست»، نسبةً إلى الاسم الاصلي لقبيلة ماتينيكوك لشبه الجزيرة التي تعني «مكانًا بصخرة حادة».
تم شراء عقار مارشال فيلد الثالث الذي تبلغ مساحته 1426 فدانًا (5.77 كم2) من قبل ولاية نيويورك مقابل 4 ملايين دولار في 3 فبراير 1961 وأصبح متنزّه حكومي. تم إدراج العقار السابق في السجل الوطني للأماكن التاريخية في عام 1979.
في مايو 1961، تم وضع خطط لإنشاء طريق ولاية كومسيت، وهو امتداد شمالي لـ طريق ولاية بيثباج، لتوفير الوصول إلى المتنزّه. على الرغم من الحصول على حق الطريق، لم يتم بناء طريق أبدًا. تم استخدام جزء من هذه الأرض لاحقًا لإنشاء متنزّهكولد سبرينج الحكومي ومتنزّه تريل فيو الحكومي.

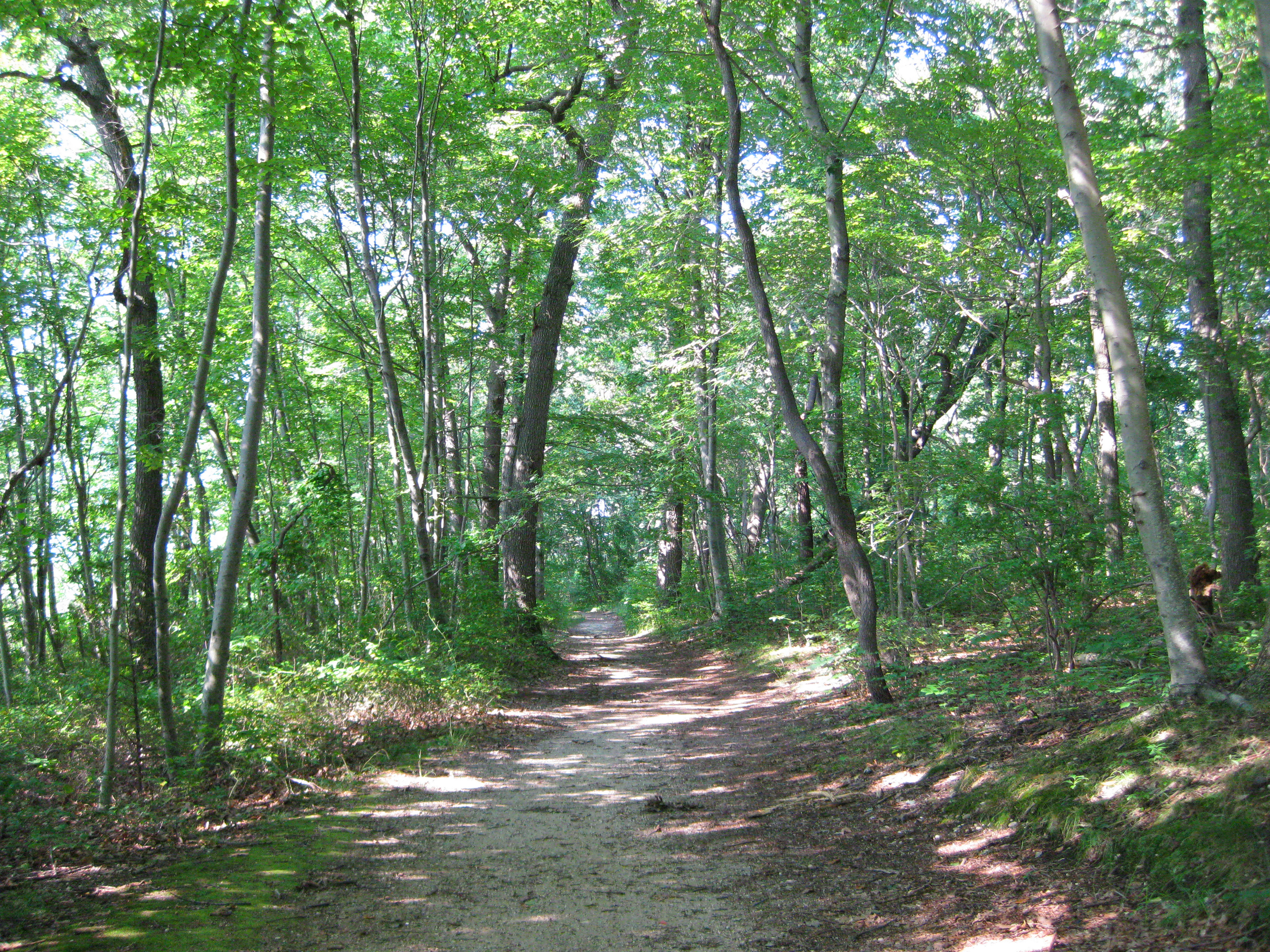
طريق عبر الغابة في محمية حديقة ولاية كومسيت التاريخية

يتم استخدام المباني التاريخية داخل محمية متنزّه كومست المحافظة لمجموعة متنوعة من الأنشطة. وتستخدم حظائر البولو السابقة لتعليم الفروسية والخدمات، في حين تستضيف المباني الأخرى برامج التعليم البيئي وجمعية لويد هاربور التاريخية.
يتم الحفاظ على الكثير من ما تبقى من المتنزّه كمحمية طبيعية مع التركيز على الحفاظ على موائل الطيور. تأسست «منطقة المحافظة على الطيور كومست» في عام 2006 وتضم حوالي 1255 فدان (5.08 كم2) من متنزّه حكومي، ثلثيها أصبحت غابات. وتشمل المحمية مجموعة متنوعة من الموائل، مثل المستنقعات المالحة والشاطئ البحري. وتحمي المنطقة المخصصة الموائل عالية الجودة يدعم تكاثر أعداد من عدة أنواع مدرجة على أنها مهددة أو مهددة بالانقراض في ولاية نيويورك، بما في ذلك الأنابيب، والدعامات المشتركة، وأقل الدعامات؛ العديد من الأنواع المهاجرة إضافية أيضا الاستفادة من المناظر الطبيعية المحمية.
يتيح المتنزه انشطة استجمامية كركوب الخيل وصيد الأسماك والركض والمشي لمسافات طويلة وركوب الدراجات والتزلج الريفي على الثلج. كما يُسمح بالغوص بتصريح.

## روابط خارجية
- متنزهات ولاية نيويورك: محمية متنزّه كومسيت ستيت التاريخية
- قسم الحفاظ على البيئة في ولاية نيويورك: منطقة محمية طيور كومسيت
- مؤسسة كومسيت